# Motets de Jean-Sébastien Bach

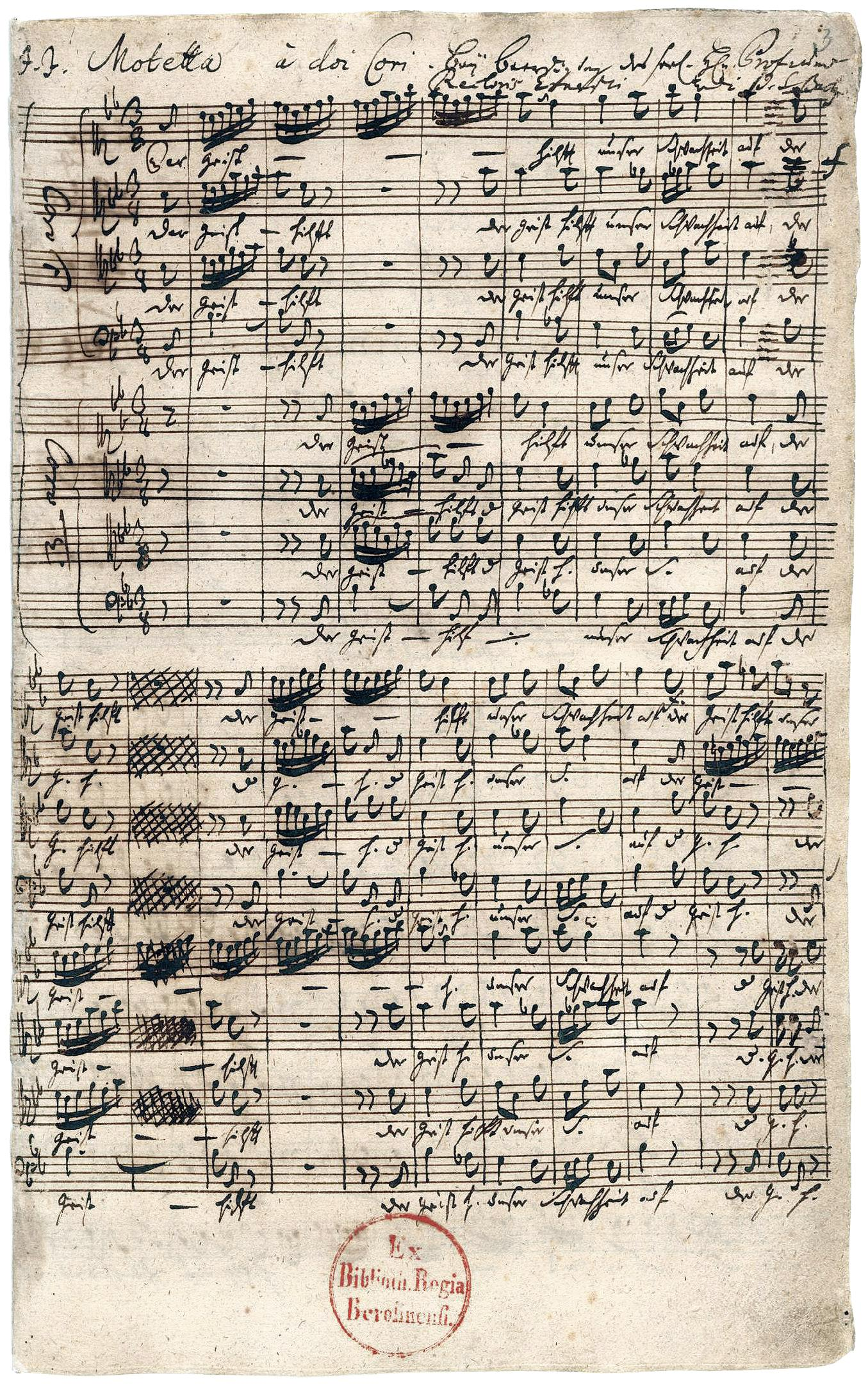
Manuscrit autographe du motet Der Geist hilft unser Schwachheit auf de J-S Bach.

Les motets de Jean-Sébastien Bach sont un ensemble d’œuvres probablement composées en tant qu'ode à la mémoire de défunts, que cela soit lors des funérailles ou lors de cérémonies commémoratives. Ces œuvres atteignent un haut degré de complexité et de perfection de composition et elles sont considérées, parmi les œuvres vocales de Bach, comme les plus abouties et comme des sommets de la musique polyphonique occidentale.
Ces œuvres possèdent un certain nombre de caractéristiques communes, qui les distinguent des autres œuvres vocales de Bach  : l'usage fréquent d'un chœur double (deux fois quatre voix), l'absence d'accompagnement instrumental distinct des voix, et le choix des textes plus libres que dans les cantates ou les passions, sans librettiste, issus de poèmes ou de l'évangile, structurant fortement la musique du motet.
Les musicologues sont divisés quant à la façon de les interpréter (a cappella ou avec intervention d'instruments, jouant un accompagnement à la basse continue ou colla parte - doublant alors chaque partie). En effet, l'examen des sources ne permet pas d'éclaircir cette question de façon définitive[réf. souhaitée].
Ils ont essentiellement été écrits durant son séjour à Leipzig, pour des événements spéciaux, comme des célébrations ou des funérailles, contrairement aux autres œuvres vocales de Bach, écrites pour des événements religieux réguliers dans sa fonction de Thomaskantor à Leipzig.

## Histoire

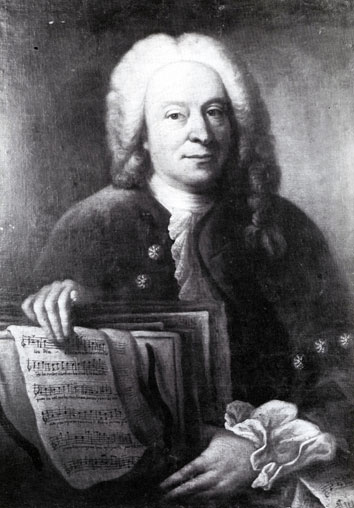
Johann Christoph Bach I, un précurseur du style "motet"

Les motets de Bach appartiennent à un style de composition traditionnel, le motet allemand, qui avait particulièrement été cultivé dans les régions de Thuringe et de Saxe par des membres plus anciens de la famille de Bach, Johann Christoph Bach et Johann Michael Bach. Ce style d'œuvre était généralement destiné à des œuvres funèbres (Sterbelieder), aussi bien chantées lors de funérailles que de célébrations commémoratives (Gedächtnisgottesdienst). La musique exécutée lors de ce genre de cérémonies était de la responsabilité, à Leipzig, du Thomaskantor, c'est-à-dire de Bach.
Le motet en latin, lui, était utilisé dans la liturgie luthérienne, où il occupait une position assez modeste. Il était principalement chanté aux vêpres du dimanche, au début du service du matin (Hauptgottesdienst), et parfois lors des communions. Ces motets étaient extraits du Florilegium Portense, anthologie compilée par le compositeur et pasteur allemand Erhard Bodenschatz au début du XVIIe siècle, qui contenait un grand nombre d’œuvres de divers compositeurs allemands, flamands ou italiens, comme Jacobus Gallus, Roland de Lassus, Hieronymus Praetorius, Giovanni Croce ou Giovanni Gabrieli, la plupart étant à double chœur.

## Caractéristiques communes

### Double chœur
Bach continue et développe cette tradition du double chœur dans ses motets, alors qu'il utilise rarement cette forme dans ses autres œuvres vocales. En dehors des motets, on ne retrouve des doubles chœurs dans l’œuvre de Bach que dans la Passion selon saint Matthieu, la cantate Preise dein Glücke, gesegnetes Sachsen BWV 215, et dans des pièces qui en dérivent comme le Osanna de la Messe en si mineur, ce qui en fait presque une marque distinctive des motets.

### Absence d'accompagnement instrumental indépendant
Une autre caractéristique est l'absence d'accompagnement instrumental indépendant des voix,. Seuls trois motets parmi les huit répertoriés possèdent une partie instrumentale explicite, doublant intégralement les voix dans le cas de Der Geist hilft unser Schwachheit auf. Lobet den Herrn alle Heiden, atypique, possède une partie d'orgue indépendante. O Jesu Christ mein's Lebens Licht possède un prélude et une conclusion instrumentale indépendante, et un accompagnement des voix semi-indépendant, certains instruments doublant les voix, et d'autres ayant une ligne indépendante.
Tous les autres motets n'ont pas de partie instrumentale spécifiée. Il est probable que ces motets devaient être chantés dans des circonstances intimes, devant ou à l'intérieur de la maison du défunt, et étaient une invitation à la méditation, ce qui s'accorde mal avec un accompagnement instrumental. Ils pouvaient être exécutés dans d'autres circonstances dans des églises, où un ensemble instrumental pouvait doubler les voix, colla parte, ce qui était du reste une pratique courante à l'époque. La question de l'accompagnement instrumental reste donc ouverte, et les interprètes peuvent selon les circonstances, comme à l'époque, choisir  de doubler les voix par des instruments, ou non.

### Texte comme déterminant de la structure
Le texte des motets est également un point qui les distingue des autres œuvres vocales de Bach. Ils sont souvent constitués d'une opposition entre des textes de choral - ou des poèmes religieux - et des textes bibliques, qui déterminent la structure même de l’œuvre. Ces oppositions sont développées en sections musicales distinctes, formant le plan de l’œuvre. Une section peut être constituée d'une simple phrase, développée en double ou triple fugue. L'usage du texte comme structurant de l’œuvre est unique aux motets, dans toute l’œuvre de Bach.
Bach a eu la possibilité de choisir lui-même ces textes, se passant d'un librettiste, et a pu librement élaborer des constructions complexes. Un exemple particulièrement frappant de l'opposition entre texte biblique et choral, est donné par le motet Jesu, meine Freude, qui alterne les strophes du choral Jesu meine freude de Johann Franck, avec cinq versets de l'Épître aux Romains, de Saint Paul (8:1–2, 9–11). L'opposition détermine un plan de l’œuvre hautement élaboré dans une structure symétrique :
| Choral figuré. Franck. 2d str. |
| Trio. Paul 8:2.                |
| Quasi-aria. Franck. 3e str.    |

| Choral figuré. Franck. 4e str. |
| Trio. Paul 8:10.               |
| Quasi-aria. Franck. 5e str.    |

Le traitement du texte par la musique, même s'il n'est pas propre aux motets, atteint un degré de précision particulièrement élevé dans ces derniers, leur donnant une puissance expressive particulière. Le sujet général des textes est le thème très luthérien du désir d'accomplissement par l'union avec Dieu par delà la mort, et l'amour infini du Dieu qui donne aux croyants tout le sens de leur vie.

## Motets répertoriés
On ne sait pas combien de motets Jean-Sébastien Bach aurait composé. Il est probable qu'il en ait composé beaucoup plus que ceux qui nous sont restés. Carl Philipp Emanuel Bach, le fils de Jean-Sébastien, parle dans la nécrologie de son père de « quelques motets pour deux chœurs », tandis que Johann Nikolaus Forkel, qui a connu les fils de Bach, parle de « nombre de motets à un ou deux chœurs […] Il existe encore huit à dix motets pour double chœur, dispersés entre différentes mains ».
Il n'est pas facile non plus de distinguer, parmi les œuvres vocales de Bach, celles qui peuvent être qualifiées de véritable « motet » étant donné la terminologie floue que possédait ce terme à l'époque. Une authentique cantate de Bach, Gott ist mein König BWV 71, a été publiée du vivant de Bach sous la dénomination de motetto. Réciproquement, une œuvre classée initialement parmi les cantates, O Jesu Christ, meins Lebens Licht BWV 118, s'avère être un véritable motet funèbre, sans accompagnement musical indépendant (les instruments doublent les parties vocales), tandis que l'on considère que le chœur constituant la cantate BWV 50 Nun ist das Heil und die Kraft possède nombre de caractéristiques d'un motet.
On dénombre généralement aujourd'hui huit motets attribués à Bach, avec cinq qui sont unanimement  considérés comme des motets de Bach (BWV 225 à 229). Trois ont une classification parmi les motets, mais l'attribution à Bach, est parfois contestée (BWV 118, 230 et suppl. 159 Ich lasse dich nicht, du segnest mich denn, « récemment rendu à Bach » selon Cantagrel).
|                                            | BWV      | Formation                                      | Textes                  | Création                                                 | Occasion et informations complémentaires |
| O Jesu Christ, meins Lebens Licht          | 118      | Chœur simple. 4 voix. Instruments.             | Martin Behm             | 1re version : vers 1736-1737 2e version : vers 1746-1747 | Inconnue. Existe en deux versions, qui différent par l'instrumentation. La première plutôt pour l'exécution en extérieur et l'autre, avec cordes, à l'église. |
| Singet dem Herrn ein neues Lied            | 225      | Chœur double. 8 voix.                          | Psaumes. Johann Gramann | Leipzig ? 1726-1727 ?                                    | Inconnue. |
| Der Geist hilft unser Schwachheit auf      | 226      | Chœur double. 8 voix. Instruments colla parte. | Paul, Martin Luther     | Église Saint-Paul de Leipzig, 24 octobre 1729            | Obsèques de Johann Heinrich Ernesti (en), recteur de la Thomasschule zu Leipzig.                                                                              |
| Jesu, meine Freude                         | 227      | Chœur simple. 5 voix.                          | Paul, Johann Franck     | Église Saint-Nicolas de Leipzig, 18 juillet 1723         | Commémoration de Johanna Maria Kees, veuve du Maître des Postes de Leipzig.                                                                                   |
| Fürchte dich nicht                         | 228      | Chœur double. 8 voix.                          | Isaïe, Paul Gerhardt    | Leipzig, 4 février 1726                                  | Commémoration de Susanna Sophia Winckler, veuve d'un riche commerçant de Leipzig.                                                                             |
| Komm, Jesu, komm !                         | 229      | Chœur double. 8 voix.                          | Paul Thymich (en)       | Leipzig, avant 1731/1732                                 | Inconnue. |
| Lobet den Herrn alle Heiden                | 230      | Chœur simple. 4 voix. Orgue.                   | Psaumes.                | Inconnue.                                                | Inconnue. |
| Ich lasse dich nicht, du segnest mich denn | Anh. 159 | Chœur double. 8 voix.                          | Genèse. Erasmus Alberus | Arnstadt, 3 juillet 1713 ?                               | Funérailles de Margarethe Feldhaus épouse du bourgmestre d'Arnstadt ?                                                                                         |